# Kempton (Indiana)
Kempton é uma cidade  localizada no estado americano de Indiana, no Condado de Tipton.

## Demografia
Segundo o censo americano de 2000, a sua população era de 380 habitantes.
Em 2006, foi estimada uma população de 572, um aumento de 192 (50.5%).

## Geografia
De acordo com o United States Census Bureau tem uma área de
0,4 km², dos quais 0,4 km² cobertos por terra e 0,0 km² cobertos por água. Kempton localiza-se a aproximadamente 277 m acima do nível do mar.

## Localidades na vizinhança
O diagrama seguinte representa as localidades num raio de 20 km ao redor de Kempton.